# Harpadon translucens
Espèce
Statut de conservation UICN

 LC  : Préoccupation mineure
 28 Juin 2018 
Harpadon translucens est une espèce de poissons de la famille des Synodontidae.

## Systématique
L'espèce Harpadon translucens a été décrite pour la première fois en 1878 par le biologiste marin britannique William Saville-Kent (1845-1908),.

## Distribution
Cette espèce se croise surtout le long des côtes de la zone Indo-Pacifique, ainsi que dans l'embouchure de grands fleuves australiens comme le Fitzroy.

## Description
Harpadon translucens peut mesurer jusqu'à 70 cm.

## Étymologie
Son nom lui vient de sa relative transparence, en comparaison des autres espèces du genre Harpadon.

## Comportement

### Prédateurs
Harpadon translucens peut parfois être la proie du Requin-bouledogue, mais une telle prédation est occasionnelle.

## Écologie et environnement
Comme un grand nombre d'espèces marines, Harpadon translucens est victime de la pollution plastique, en particulier aux microplastiques.

## Publication originale
- (en) W. Saville-Kent, « Preliminary observations on a natural history collection made in connection with the surveying cruise of H. M. S. "Myrmidon," at Port Darwin and Cambridge Gulf », Proceedings of the Royal Society of Queensland, Brisbane, vol. 6, no 5,‎ 1889, p. 219-240 (ISSN 0080-469X et 1839-2547, OCLC 1639402, lire en ligne).